# Sugarplum Fairy
Sugarplum Fairy — рок-группа из г. Бурленге (Швеция), создана в 1998 году.

## История
В 2008 году пришло время для выпуска третьего альбома группы, лучшего момента для было не найти. Это был юбилейный год, - 10 лет с момента создания группы. А все началось в маленьком шведском городке, когда несколько ребят решили покончить с хип-хопом и в 1960-е увлеклись кожаными куртками и группой The Beatles.
Группа Sugarplum Fairy была создана братьями Карлом и Виктором Норенами, и Кристианом Гидлундом, когда они были еще школьниками. Название группы появилось из песни The Beatles «A Day in the Life», в которой Джон Леннон приговаривает «sugar-plum-fairy, sugar-plum-fairy». От The Beatles они заимствовали не только это, но и общий настрой своих песен. В интервью как-то подмечали, что, выражаясь фигурально, могут назвать битлов своими родителями.
Проводя время в одном из гаражей Борланге, пятеро «Фей Драже» (а именно так переводится название группы по аналогии с персонажем сказки про Щелкунчика) мечтали о выступлениях перед огромной толпой. До заключения договора со звукозаписывающей компанией Sugarplum Fairy выпустили несколько демо записей, но первый успех пришел к группе только в апреле 2004 года с выходом альбома EP «Stay Young», отзывы на который были весьма положительными. Позже группа выпустила первый сингл «Sweet Jackie», ставший настоящим хитом, а за ним последовал и первый студийный альбом «Young & Armed», вышедший в том же 2004. Их дебютный альбом привлек внимание слушателей и принес успех благодаря задору и драйву, «позаимствованному» ими у кумиров вроде «The Beatles», «Rolling Stones» и «The Who». Дав массу концертов в Швеции и Германии, Sugarplum Fairy добрались даже до Японии, где было выпущено отдельное издание диска с некоторыми изменениями и дополнениями.
После тура с альбомом «Young & Armed» пришло осознание того, что пора выпускать следующий лонгплей. В 2006 г. вышел первый сингл «She/Last Chance», а затем и второй — «Marigold», к новому диску «First Round First Minute», и в нем были очевидны творческий рост участников группы и их уверенность в себе, ибо группа прошла боевое крещение настоящей рок-н-ролльной жизнью. В поддержку нового альбома группа также очень много колесила с выступлениями по Швеции и Германии, записав в г. Хальмстад концерт для DVD. Было выпущено лимитированное двойное издание «First Round First Minute» (CD+DVD). Третьим синглом с диска был «Let me try», вышедший уже в 2007 г. 
Также в 2006 г. солист Sugarplum Fairy Виктор Норен сыграл в фильме Das Wilde Leben Архивная копия от 17 февраля 2009 на Wayback Machine эпизодическую роль Мика Джаггера, на которую был приглашен ввиду внешнего сходства с фронтменом Rolling Stones.

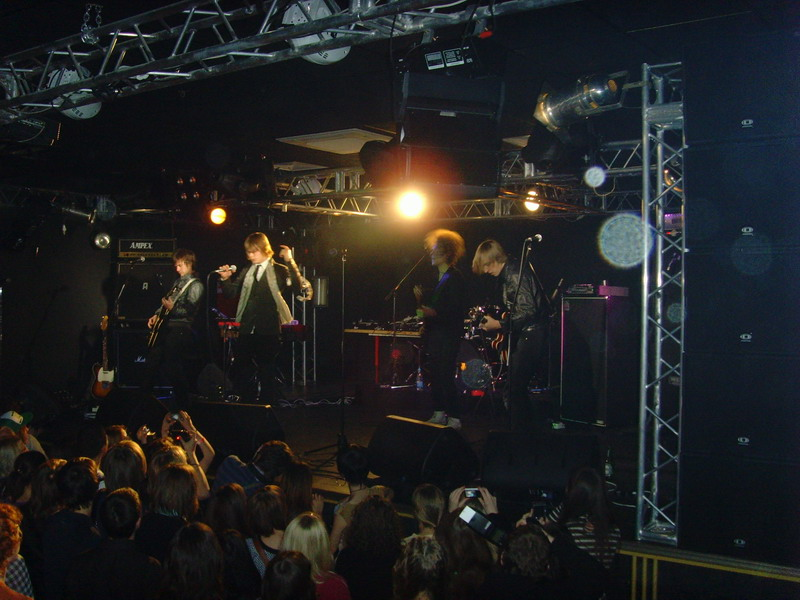
Выступление Sugarplum Fairy в Санкт-Петербурге 24 января 2009

 В 2008 году Sugarplum Fairy с гордостью представили публике свой третий студийный альбом, который получился у них даже удачнее двух предыдущих. В сентябре сначала в Швеции, а через неделю — во всей Европе, был выпущен новый альбом «The Wild One», содержащий 12 треков и 1 бонус-трек. Все песни как обычно написаны тандемом Карл Норен/Виктор Норен, кроме бонусной «Bus Stop». Первым синглом с альбома стала песня «The Escapologist», впоследствии вышли еще два: «Never thought (I’d say that it’s alright)» и уже упомянутый «Bus Stop».

Через некоторое время после выхода «The Wild One» Sugarplum Fairy были трижды номинированы на престижную шведскую премию Rockbjornen-2008 — за альбом, песню и сам коллектив.
В январе 2009 Sugarplum Fairy дали свой первый концерт в России в клубе «Зал ожидания» Архивная копия от 5 января 2022 на Wayback Machine (г.Санкт-Петербург). Выступление прошло довольно успешно, группу приняли очень тепло.
Следующим синглом с альбома «The Wild One» стала песня «You Can’t Kill Rock N Roll». Клип на означенный трек (в стиле backstage/behind-the-scenes) был срежиссирован, отснят и смонтирован самими Sugarplum Fairy.
Sugarplum Fairy известны также и тем, что два фронтмена коллектива — Виктор и Карл Норены — являются родными братьями Густафа Норена, солиста другой популярной шведской группы Mando Diao.
В конце 2009 г. группа объявила о том, что временно прекращает свои выступления. Карл Норен начал запись сольного альбома, а осенью того же года ездил в тур вместе с Mando Diao, выступая на разогреве.

## Участники
Нынешний состав
- Victor Norén, (д.р. 19 сентября 1985) — вокал, бас, гитара, тамбурин (1998 — настоящее);
- Carl Norén, (д.р. 5 октября 1983) — вокал, гитара, губная гармоника, клавишные (1998 — настоящее);
- David Hebert, (д.р. 30 марта 1986) — бас, клавишные, гитара (1998 — настоящее);
- Jonas Karlsson, (д.р. 20 апреля 1985) — гитара, бэк-вокал (1998 — настоящее).

Бывшие участники
- Kristian Gidlund, (21 сентября 1983 — 17 сентября 2013) — ударные (1998 — 2013)[1]

## Дискография

### Альбомы
- 2004: Young & Armed
- 2006: First Round First Minute
- 2008: The Wild One

### Синглы
| Год  | Песня                                   | Альбом                   |
| ---- | --------------------------------------- | ------------------------ |
| 2004 | Stay Young                              | Young & Armed            |
| 2004 | Sweet Jackie                            | Young & Armed            |
| 2005 | Far Away From Man                       | Young & Armed            |
| 2005 | Sail Beyond Doubt                       | Young & Armed            |
| 2006 | She/Last Chance                         | First Round First Minute |
| 2006 | Marigold                                | First Round First Minute |
| 2007 | Let Me Try                              | First Round First Minute |
| 2008 | The Escapologist                        | The Wild One             |
| 2008 | Never thought I’d say that it’s alright | The Wild One             |
| 2008 | Bus Stop                                | The Wild One             |
| 2009 | You Can’t Kill Rock N Roll              | The Wild One             |

### DVD
- 2006: First Round First Minute — Live at Diesel, Halmstad

## Видеография
- (And Please) Stay Young
- Sweet Jackie
- Far Away From Man
- Sail Beyond Doubt
- Last Chance
- She
- Marigold
- Let Me Try
- The Escapologist
- Never thought I’d say that it’s alright
- Bus Stop
- You Can’t Kill Rock N Roll